# Pulse Ultra
Pulse Ultra fue una banda de rock de Montreal, Quebec, Canadá.

## Historia
Pulse Ultra fue formado inicialmente bajo el nombre de Head Space en 1997 por el guitarrista Dominic Cifarelli y el bajista Jeff Feldman. El baterista Maxx Zinno se integró el mismo año. Durante sus años iniciales como Head Space tenían al vocalista Claudio Dongarra. Dos años después de que Dongarra dejara al grupo llegaría el vocalista Lorenzo "Zo" Vizza, con quien también cambiarían su nombre a Pulse Ultra.
La popularidad del grupo llegó el año 2000 cuando se encontraron con la banda de nü-metal Taproot, a quienes más tarde le darían uno de sus demos. El guitarrista de Taproot, Mike DeWolf, a través de su equipo de administración, Velvet Hammer, logró contratar al grupo con Atlantic Records.
Después de un año de composición, la banda lanzó su disco debut Headspace (en referencia a su antiguo nombre) el 16 de julio de 2002. El grupo aparecería en el Ozzfest tour ese mismo año en apoyo promocional de su disco. Sin embargo el álbum no consiguió un gran éxito comercial. A inicios de 2004 el grupo regresó a Los Angeles para trabajar en el sucesor de Headspace. Luego de unos cuantos meses de preproducción, Atlantic Records se unió a AOL/Time/Warner. Esto resultó en que Pulse Ultra fueran despedidos debido a las malas ventas de su disco anterior.
Durante el mismo año, se generaron tensiones entre el grupo y su vocalista, lo que pronto llevó a Pulse Ultra a buscar un nuevo cantante. En un comunicado en el foro oficial de la banda, Zo Vizza declaró que su salida del grupo fue amigable y que estaban todos en bueno términos. A pesar de contar con la audición del vocalista Lukas Rossi, el grupo se separaría al poco tiempo. Actualmente sus miembros se encuentran trabajando en otros proyectos. El guitarrista Dominic Cifarelli se encuentra trabajando con su proyecto personal The Chronicles of Israyel y fue parte del grupo Scars on Broadway durante los años 2008 y 2012, grupo paralelo de Daron Malakian, guitarrista de System of a Down. El bajsita Jeff Feldman se encuentra tocando el bajo en el grupo de música electrónica/avant-garde Elsiane, así como en múltiples soundtrack de películas, como músico de sesión. Por su parte el baterista Maxx Zinno se uniría al grupo de indie rock Run.
Su sencillo "Build Your Cages" fue incluido en la banda sonora del videojuego Need For Speed: Hot Pursuit 2, lanzado por EA en 2002.

## Miembros
- Dominic Cifarelli - guitarrista (ex-Scars on Broadway, actualmente The Chronicles of Israfel)
- Zo Vizza - vocalista
- Jeff Feldman - bajista
- Maxx Zinno - baterista

## Discografía
| Información del álbum |
| --- |
| Headspace - Fecha de lanzamiento: 16 de julio de 2002 (EE. UU.) - Sello discográfico: Atlantic Records - Sencillos: Build Your Cages |